# بافاريا العليا
باڤارِيا العُليَا (بالألمانية: Oberbayern) أو بايِرن العُليَا هي مُحافظة في وِلاَية باڤارِيا في جُمهُوريَّة أَلمَانيَا الاِتّحاديّة. تَقَع مُحافظة باڤارِيا العُليَا في الجَنُوب الشرقِيّ من الدَّولة الحُرَّة باڤارِيا أَهمَّ المُدن الكُبرَى في شمال جِبال الأَلب جَنُوب أَلمَانيَا. وتضُمّ المُحافظة عِشرِين مِنطقَة إِدارِيّة، وثَلاث مُدن، وعَشر بَلدات كَبيرة بمِساحة تُقَدَّر بحَوالَي 17500 كم².

## التّقسِيمات الإِدارِيّة
تضُمّ مُحافظة باڤارِيا العُليَا عِشرِين مِنطقَة إِدارِيّة أو كما تُعرِّف بدائِرة رِيفِيَّة أَلمانِيَّة، وثَلاث مُدن على مُستوى المُحافظة، وعَشر بَلدات كَبيرة. وهي كالتَّالي:

### المَناطِق الإِدارِيّة
| اِسم المِنطقَة الإِدارِيّة      | ٱلِٱسم بالأَلمانِيَّة                  | عَدد السُكَّان | المِساحَة (كم²) |
| ------------------------- | --------------------------------- | ---------- | ------------- |
| آلتوتينغ                  | Landkreis Altötting               | 108٬485    | 56٬935        |
| منطقة بِيرشتَيسغَادِينير لَانْد | Landkreis Berchtesgadener Land    | 103٬907    | 83٬992        |
| باد تولتس-فولفراتسهاوزن   | Landkreis Bad Tölz-Wolfratshausen | 124٬930    | 1٫11069       |
| داخاو                     | Landkreis Dachau                  | 149٬370    | 57٬918        |
| إبرسبرغ                   | Landkreis Ebersberg               | 137٬421    | 54٬936        |
| إيشتيت                    | Landkreis Eichstätt               | 128٬805    | 1٫21406       |
| إيردينغ                   | Landkreis Erding                  | 87٬072     | 133٫747       |
| فرايزنغ                   | Landkreis Freising                | 173٬225    | 79٬983        |
| فورستنفلدبروك             | Landkreis Fürstenfeldbruck        | 213٬481    | 43٬479        |
| غارمش بارتن كيرشن         | Landkreis Garmisch-Partenkirchen  | 87٬385     | 1٫01222       |
| لاندسبرغ إم لش            | Landkreis Landsberg am Lech       | 117٬657    | 80٬438        |
| ميزباخ                    | Landkreis Miesbach                | 98٬286     | 86٬623        |
| مولدورف إم إن             | Landkreis Mühldorf am Inn         | 112٬034    | 80٬531        |
| ميونخ                     | Landkreis München                 | 340٬003    | 66٬425        |
| نورنبيرغ شروبنهاوزن       | Landkreis Neuburg-Schrobenhausen  | 94٬654     | 73٬981        |
| بفافنهوفن آن دير ايلم     | Landkreis Pfaffenhofen an der Ilm | 124٬128    | 76٬114        |
| روزنهايم                  | Landkreis Rosenheim               | 256٬074    | 1٫43954       |
| شتارنبرج                  | Landkreis Starnberg               | 133٬621    | 48٬771        |
| تراونشتاين                | Landkreis Traunstein              | 174٬162    | 1٬534         |
| فايلهايم شونجاو           | Landkreis Weilheim-Schongau       | 132٬906    | 96٬637        |

### المُدن
| اِسم المدِينة | ٱلِٱسم بالأَلمانِيَّة | عَدد السُكَّان | المِساحَة (كم²) |
| ----------- | ---------------- | ---------- | ------------- |
| مِيُونِيخ      | Stadt München    | 1٬450٬381  | 3٬107         |
| إنغولشتات   | Stadt Ingolstadt | 122٬448    | 13٬337        |
| روزنهايم    | Stadt Rosenheim  | 60٬464     | 3٬722         |

### البَلدات
| اِسم البَلدة          | ٱلِٱسم بالأَلمانِيَّة                      | عَدد السُكَّان | المِساحَة (كم²) |
| ------------------- | ------------------------------------- | ---------- | ------------- |
| باد رايشنهال        | Große Kreisstadt Bad Reichenhall      | 17٬443     | 4٬192         |
| داخاو               | Große Kreisstadt Dachau               | 46٬705     | 3٬496         |
| إيشتيت              | Große Kreisstadt Eichstätt            | 13٬407     | 4٬778         |
| إردينغ              | Große Kreisstadt Erding               | 36٬159     | 5٬461         |
| فرايزنغ             | Große Kreisstadt Freising             | 46٬963     | 886           |
| فورستنفلدبروك       | Große Kreisstadt Fürstenfeldbruck     | 35٬708     | 3٬253         |
| جيرمرينغ            | Große Kreisstadt Germering            | 39٬387     | 2٬161         |
| لاندسبرغ إم لش      | Große Kreisstadt Landsberg am Lech    | 28٫708     | 579           |
| نويبورغ آن در دوناو | Große Kreisstadt Neuburg an der Donau | 29٬182     | 813           |
| تراونشتاين          | Große Kreisstadt Traunstein           | 19٬642     | 4٬855         |

## اُنظُر أيضاً
- قائِمة مُدن أَلمَانيَا.

## وُصلات خارجيّة
- الصّفحة الرّسميّة لِباڤارِيا العُليَا (باللُّغَةُ الألمانِيّة، والإِنجليزِيّة، والفرنسِيَّة).
- أَهلاً بكم في باڤارِيا العُليَا (باللُّغَةُ الألمانِيّة).

## صُور

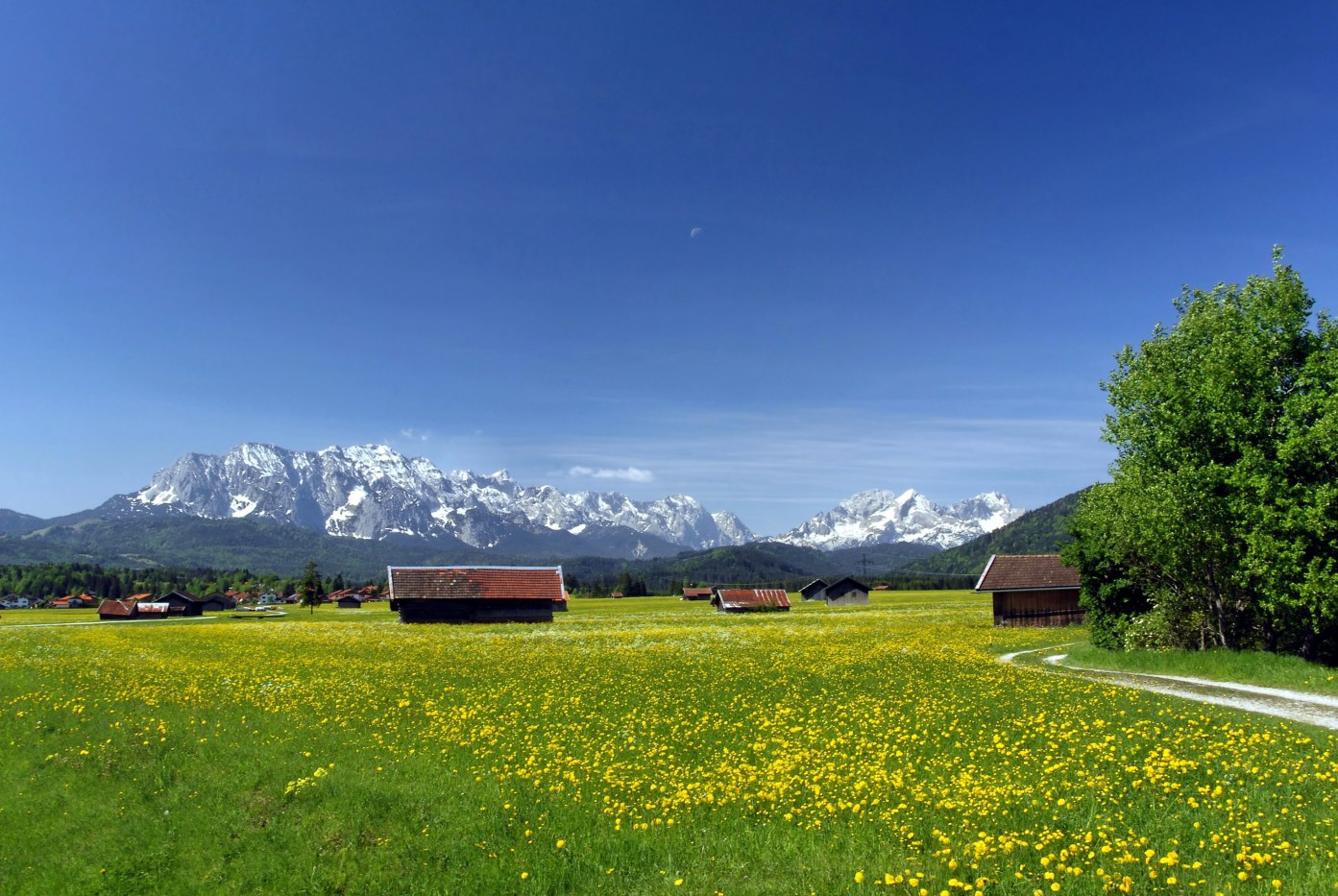
أَعلى قِمّة في أَلمَانيَا على جِبال الأَلب تسوغ شبيتسه جبل أَلمَانيَا الشَامِخ
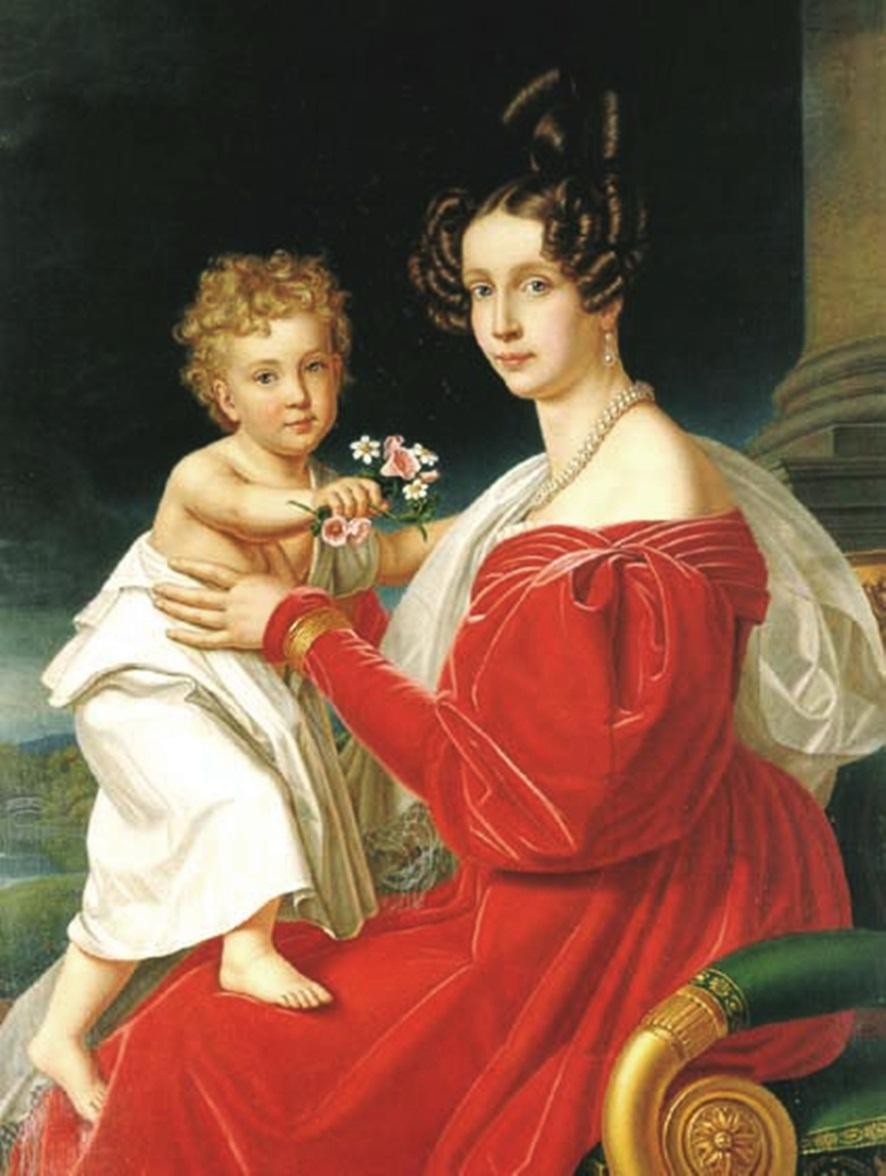
أَميرة باڤارِية تحمَلَ نجَلها (بِريشةِ جُوزيف ستيلر 1830م)
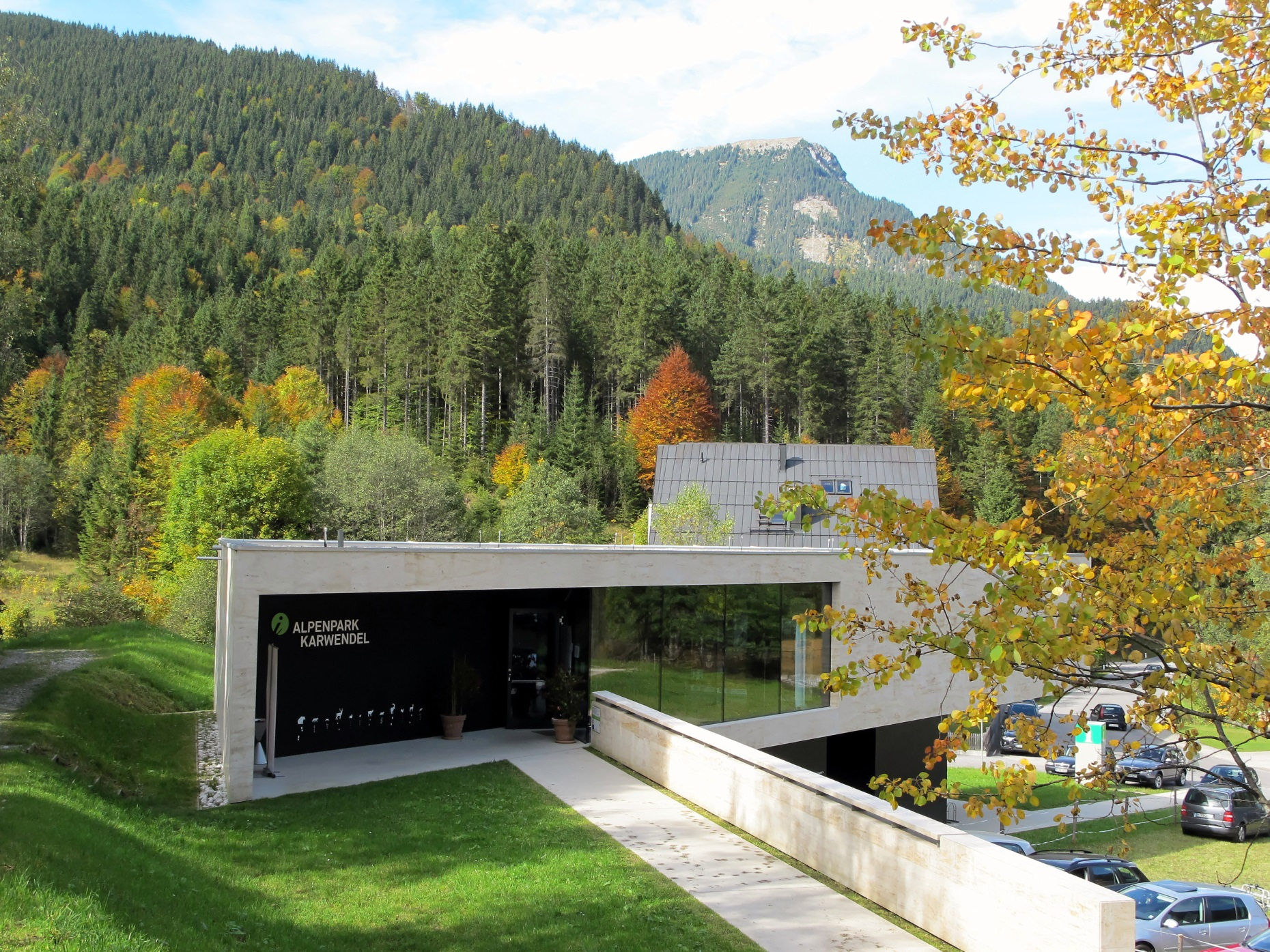
مَحميّة كارويندل أَكْثَر الحَدائِق الطبيعيّة جَمالاً في جِبَال الألب الأَلمانِيَّة
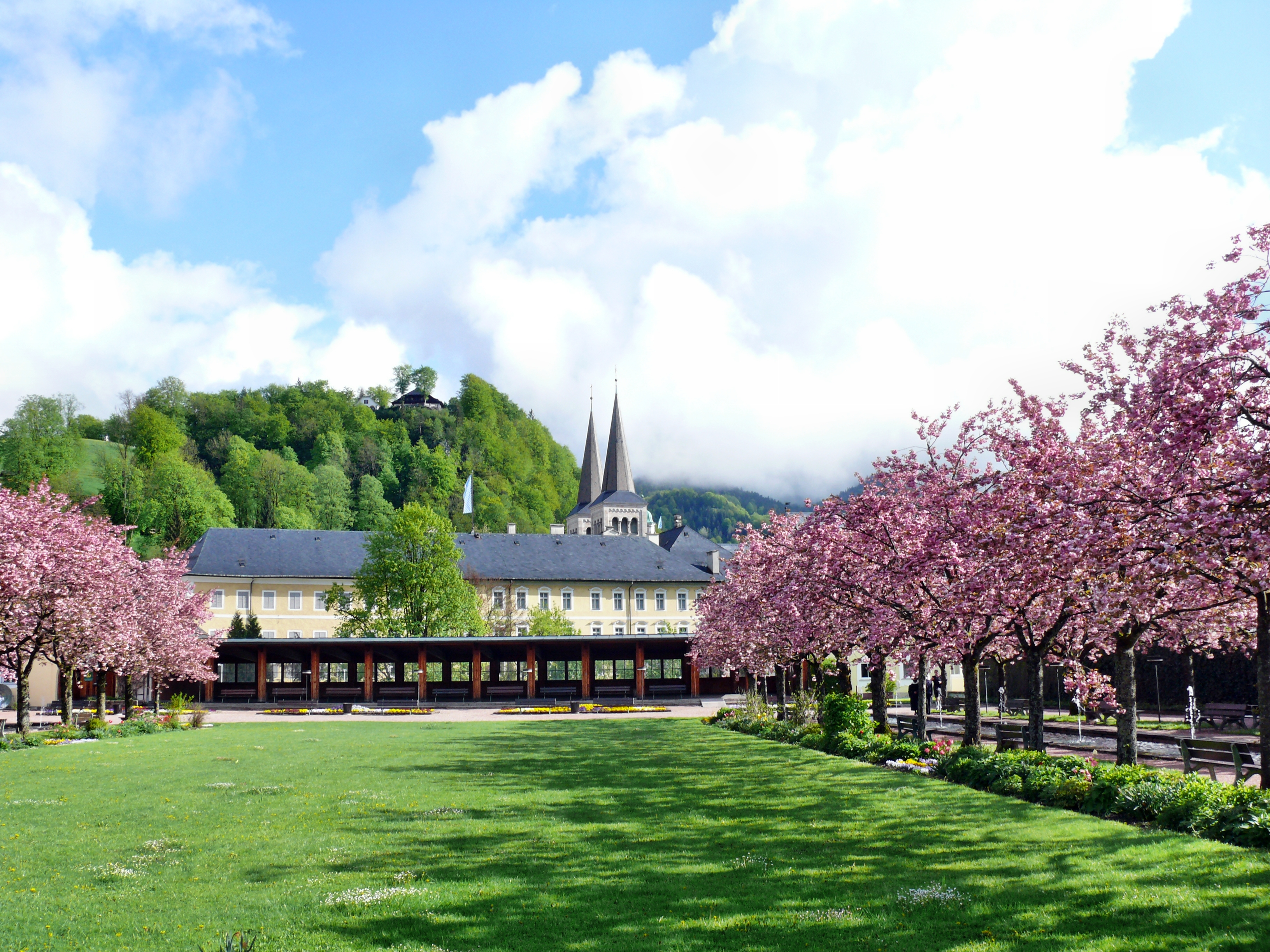
حدِيقة قَصْر بيرشتسغادن المَلَكِيّ

## مَراجع
1. ↑  GeoNames (بالإنجليزية), 2005, QID:Q830106